# كينغيسيب
كينغيسيب (بالروسية: Кингисепп) هي إحدى مدن روسيا في الكيان الفدرالي الروسي لينينغراد أوبلاست.

## توأمة
لكينغيسيب اتفاقيات توأمة مع كل من:
- زاسنيتس
- رايسيو

## أعلام
- غوستاف هنريش يوهان أبولون تامان
- ميخايل كيرزاكوف
- ألكساندر كيرجاكوف
- بافيل موجيليفتز
- ألكسي يونوف